# Ottobock
Die Näder Holding GmbH & Co. KG ist die Konzernobergesellschaft der Ottobock-Gruppe und hier insbesondere der Ottobock SE & Co. KGaA (Eigenschreibweise: ottobock) (kurz Ottobock) (vormals Otto Bock), einem internationalen Unternehmen mit Sitz in Duderstadt, das im Bereich der Orthopädietechnik tätig ist. 
Ottobock gilt als Weltmarktführer im Bereich Prothetik und als einer der führenden Anbieter in der Orthetik, im Rollstuhlbereich sowie bei Exoskeletten.
Die Näder Holding GmbH & Co. KG befindet sich zu 100 % im Besitz der Familie Näder und damit den direkten Nachfahren des Firmengründers Otto Bock. Die Näder Holding besitzt 80 % der Anteile der Ottobock SE  & Co. KG. Weitere 20 % gehörten dem schwedischen Finanzinvestor EQT. Im März 2024 wurde bekannt, dass die Näder Holding die Anteile von EQT für 1,1 Mrd. Euro zurückerworben hat.

## Geschichte

### Gründung ab 1919
Das Unternehmen wurde am 13. Januar 1919 als Orthopädische Industrie GmbH von einer Gruppe um einen Krefelder Fabrikanten in Berlin gegründet, um die vielen Tausend Kriegsversehrten des Ersten Weltkriegs mit Prothesen und orthopädischen Produkten zu versorgen. Otto Bock fungierte in dieser Phase als Produktionsleiter. 1920 wurde die Produktion nach Königsee in Thüringen verlegt, wo zeitweise bis zu 600 Menschen arbeiteten. Da der hohe Bedarf durch handwerkliche Methoden kaum zu decken war, begann das Unternehmen, Prothesenteile in Serie herzustellen, und legte damit den Grundstein für die orthopädische Industrie. Neue Materialien wurden bei der Produktion verwendet, sodass bereits in den 1930er-Jahren Aluminiumteile in der Prothetik verwendet wurden. 
Bock rückte 1924 in die Leitung des Unternehmens ein und übernahm schließlich, im Jahr 1927, als alleiniger Geschäftsführer die Leitung der Orthopädischen Industrie GmbH.

### Zeit des Nationalsozialismus 1933–1945
Bereits im Mai 1933 trat Otto Bock der NSDAP bei. Im Laufe der 1930er Jahre wurde er außerdem Fördermitglied der SS. Er zahlte einen monatlichen Beitrag von sechs Reichsmark, nach eigenen Angaben bis zum Jahr 1938. Ende Oktober desselben Jahres wurde dann die alte Gesellschaft liquidiert und die übrigen Anteilseigner ausbezahlt. Die Gesellschaft wurde in Orthopädische Industrie Otto Bock in Königssee umbenannt.
Max Näder trat nach seinem Abitur 1935 eine Ausbildung zum Orthopädiemechaniker und Industriekaufmann bei Otto Bock an. In einem späteren Studium in Berlin wurde er Teil des Nationalsozialistischen Deutschen Studentenbundes (NSDStB). Während des Afrikafeldzugs erhielt Näder das Eiserne Kreuz II. Klasse. Im Kriegsurlaub heiratete er 1943 Maria Bock, die Tochter des Unternehmers.
Während des Zweiten Weltkriegs beschäftigte das Unternehmen Zwangsarbeiter. In einer Firmenchronik werden ehemalige Mitarbeiter damit zitiert, dass in den Jahren ab 1942 ungefähr 100 Russinnen im Alter zwischen 18 und 22 Jahren in den Abteilungen Bandagen, Näherei und Holzhalle eingesetzt wurden. Briefe von Marie Bock lassen ferner den Rückschluss zu, dass die Unternehmerfamilie Zwangsarbeiter nicht nur im Betrieb, sondern auch im privaten Haushalt einsetzte.

### 1946–1989
Als nach dem Zweiten Weltkrieg das gesamte Privatvermögen der Familie sowie die Fabrik in Königsee von den sowjetischen Besatzern konfisziert worden waren, siedelte sich das Unternehmen 1946 im südniedersächsischen Duderstadt an. 1950 wurden erstmals Kunststoffe in die Produktion eingeführt. Die Erfindung eines Bremskniegelenks mit hoher Standsicherheit, genannt Jüpa-Knie, brachte nach 1949 den wirtschaftlichen Durchbruch. Zusammen mit einem neu entwickeltem Balancegerät und zwei weiteren Apparaturen zum Prothesenaufbau war es auch auf dem amerikanischen Markt gefragt. 1955 exportierte Ottobock die ersten 500 Jüpa-Knie in die USA. Mit der Gründung einer amerikanischen Niederlassung in Minneapolis im Jahre 1958 begann der Aufbau der internationalen Vertriebsstruktur.
1965 brachte Max Näder myoelektrische Armprothesen auf den Markt. Erstmals konnten damit sowohl leichte und zerbrechliche als auch schwere Gegenstände gegriffen werden. Bei der Myoelektrik steuern schwache elektrische Spannungen die Prothese. Eine weitere Entwicklung war eine Passteillösung für Modularbeinprothesen. Der 1969 patentierte Pyramidenadapter verbindet dabei Prothesenfuß, Kniegelenk und Schaft und ermöglicht statische Korrekturen sowie den Austausch der Module. Er ist bis heute integratives Element innovativer Gelenke.

### 1990 bis heute

Altes Logo bis Ende 2011

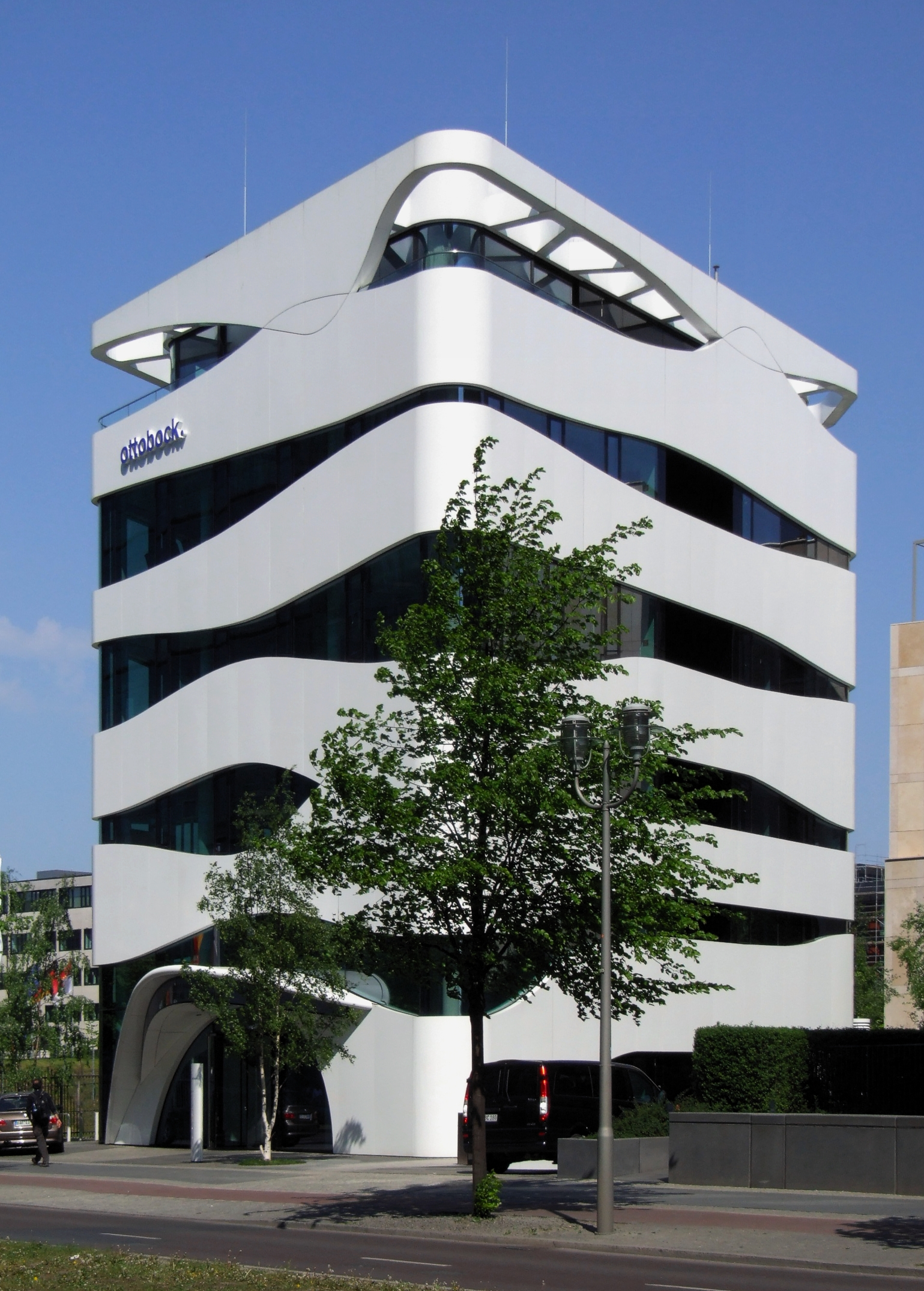
Science Center Medizintechnik an der Ebertstraße, Berlin

Nach der Wiedervereinigung übernahm im Jahr 1990 Hans Georg Näder von seinem Vater Max Näder, dem Schwiegersohn des Firmengründers Otto Bock, die Führung des Familienunternehmens. Im selben Jahr konnte das Unternehmen das alte Otto-Bock-Gelände in Königsee zurückerwerben. Heute werden am ehemaligen Stammsitz manuelle Rollstühle, Elektrorollstühle, Rehabilitationsprodukte für Kinder sowie Sitzschalenuntergestelle produziert.
Nach fünfjähriger Entwicklungszeit wurde 1997 das weltweit erste mikroprozessorgesteuerte Kniegelenk C-Leg auf dem Prothetik-Weltkongress in Nürnberg präsentiert.
Zum 90-jährigen Firmenjubiläum wurde im Juni 2009 das neu erbaute Science Center Medizintechnik in Berlin eingeweiht. Dieses Gebäude nahe dem Potsdamer Platz diente bis 2019 zum einen als Ort der öffentlichen Ausstellung Begreifen, was uns bewegt, zum anderen als Veranstaltungsort für Kongresse und Seminare. Aus der HealthCare ist zum 1. Januar 2009 die Tochter Otto Bock Mobility Solutions GmbH mit Sitz in Königsee hervorgegangen. Ende 2011 wurde das alte Logo mit der Originalunterschrift von Otto Bock international durch ein neues Logo ersetzt.
Mit der Weiterentwicklung elektronischer Kniegelenkkomponenten und mechatronischer Prothesenfüße wurde eine bessere individuelle Versorgung ermöglicht. 2011 konnten Menschen erstmals mit einer Prothese sicher rückwärtsgehen, Hindernisse überwinden oder Treppen im Wechselschritt bewältigen.
Im Februar 2017 kaufte Otto Bock die unter dem Produktnamen BeBionic entwickelten myoelektrischen Arm- bzw. Handprothesen des britischen Medizintechnikunternehmens Steeper. Seit Mai 2017 sind die Prothesen Bestandteil der Produktpalette von Ottobock.
2017 beteiligte sich die schwedische Kapitalbeteiligungsgesellschaft EQT mit einer 20-%-Beteiligung an Otto Bock. Im Jahr 2018 erwarb Otto Bock 51 % an dem im bayerischen Traunstein beheimateten mittelständischen Orthopädieunternehmen Pohlig GmbH, einem der bedeutendsten Unternehmen für Orthopädietechnik in Deutschland. Seit 2018 ist die Pohlig GmbH eine hundertprozentige Tochter von Ottobock.
In den Jahren 2012 bis 2018 wurden dem Unternehmen von Hans Georg Näder höhere Summen entnommen als das Unternehmen an Gewinn erzielte, sodass zwischen 2011 und 2021 die Eigenkapitalquote bei Ottobock von 50 % auf 16 % sank.
Ottobocks Tochterfirma Sycor plante Ende 2018 eine Fusion mit dem IT-Dienstleister Allgeier Enterprise Services, welche Anfang 2019 seitens Ottobock wieder abgesagt wurde.
2019 musste Ottobock den 2017 erworbenen US-amerikanischen Prothesenhersteller Freedom Innovations wieder verkaufen, nachdem die Federal Trade Commission eine Beschwerde aufgrund von Wettbewerbswidrigkeit eingelegt hatte. Die Anteile erwarb der französische Prothesenhersteller Proteor.
Mit einer neuen Generation von Orthesen des Unternehmens regelt Sensortechnologie die Stand- und Schwungphase des Beines während des gesamten Gangzyklus. Dies verhilft zu einem nahezu natürlichen Gangbild. Ein Exoskelett, erstes Produkt des neuen Geschäftsbereiches Ottobock Bionic Exoskeletons, entlastet bei Überkopfarbeiten.
Ende 2021 wurde bekannt, dass das Unternehmen sich auf einen Börsengang ab 2022 vorbereitete. Dieser wurde im folgenden Jahr mehrfach verschoben und von zahlreichen Änderungen in der Firmenspitze begleitet. Ende des Jahres 2022 berichtete das Handelsblatt, dass der geplante Börsengang am schlechten Marktumfeld scheiterte und der Finanzinvestor EQT einen Direktverkauf seiner Anteile anstrebe. Im Juni 2023 wurde bekannt, dass EQT, vermittelt durch JP Morgan, den Verkauf seiner 20 % Beteiligung eingeleitet hatte. Auch ein 10-Prozent-Paket von Hans Georg Näder soll in der Transaktion mitverkauft werden. Im Dezember 2023 gab die Näder Holding bekannt, alle Anteile zurückkaufen zu wollen. Der Rückkauf erfolgte im März 2024. Für den Rückkauf lieh Näder sich 1,1 Milliarde Euro bei Kreditfonds. Im März 2024 verkaufte Sycor die Tochtergesellschaft Sycor IQ Solutions.
Im März 2023 übernahm Ottobock die Sanitätshauskette Brillinger.
Im März 2023 reichte Cranial Technologies eine Patentverletzungsklage gegen Ottobock und Active Life mit dem Vorwurf ein, ein patentiertes Verfahren für den 3-D-Druck bestimmter Komponenten von Schädelhelmen für Säuglinge zu verwenden.

## Unternehmensstruktur

### Management
Die operativ tätige Ottobock SE & Co. KGaA wird über die Ottobock Management SE seit Juli 2022 von vier geschäftsführenden Direktoren geführt: Oliver Jakobi (Chief Executive Officer und Chief Sales Officer), Arne Kreitz (Chief Financial Officer), Arne Jörn (Chief Operations Officer und Chief Technology Officer) und Martin Böhm (Chief Experience Officer).
Zuvor hatte Hans Georg Näder innerhalb von drei Tagen mit Philipp Schulte-Noelle, Kathrin Dahnke und Andreas Goppelt drei der vier geschäftsführenden Direktoren entlassen.

### Standorte
Zum Ende 2022 beschäftigte Ottobock weltweit über 9.000 Mitarbeiter. Neben der Unternehmenszentrale in Duderstadt verfügt Ottobock in Deutschland über weitere Standorte in Königsee, Hannover, Traunstein und Berlin. In Göttingen befindet sich ein Kompetenz-Zentrum und eine Forschungs- und Entwicklungswerkstatt. Standorte für Forschung und Entwicklung befinden sich unter anderen in Duderstadt, Salt Lake City und Wien. Das Unternehmen betreibt per Februar 2022 insgesamt 52 Standorte in Nord- und Südamerika, Europa, Asien, Afrika und Australien. Die Ottobock SE & Co. KGaA ist mit Vertriebs- und Servicestandorten in über 50 Ländern Weltmarktführer in der technischen Orthopädie/Prothetik.

## Produkt- und Geschäftsbereiche

### Prothetik und Orthetik
Seit der Gründung liegt der Schwerpunkt von Ottobock auf der Entwicklung von Prothesen. Das Unternehmen hat sich in diesem Bereich zum Technologie- und Weltmarktführer in der Exo-Prothetik entwickelt. Ein weiterer Schwerpunkt sind Orthesen, die z. B. Menschen mit Teillähmungen an den Beinen wieder Mobilität ermöglichen.

### NeuroMobility
Der Geschäftsbereich NeuroMobility umfasst Lösungen der Neuro-Orthetik sowie das Reha- und Rollstuhlgeschäft. Am Standort Berlin werden seit Anfang 2018 die Hightech-Rollstühle entwickelt. Bevor die Rollstühle in Produktion gehen, werden sie auf einer speziellen Teststrecke und in der integrierten Werkstatt ausgiebig geprüft. Produziert werden die Rollstühle im thüringischen Königsee.

### Patient Care
Ottobock betreibt weltweit mehr als 340 Versorgungszentren. Zusätzlich erfolgt eine stetige Prozessoptimierung in orthopädie-technischen Werkstätten.

### Bionic Exoskeletons
Im Jahr 2018 wurde der biomechanische Bereich in ein neues Geschäftsfeld übertragen. Der Geschäftsbereich Ottobock Bionic Exoskeletons entwickelt und vertreibt Exoskelette für die Arbeitswelt. Die von Ottobock entwickelten Exoskelette unterstützen Menschen bei körperlich belastenden Arbeiten und werden von der Automobilindustrie bis zur Herstellung von Smartphones eingesetzt. Die Exoskelette entlasten Muskulatur und Gelenke, etwa bei der Überkopfarbeit oder Hebetätigkeiten.
Im Oktober 2021 wurde das US-amerikanische Unternehmen SuitX vollständig übernommen, um die Weiterentwicklung und Verbreitung von Exoskeletten voranzutreiben. Das Unternehmen ist eine Ausgründung des Robotics and Human Engineering Lab der University of California, Berkeley. Es hat sich auf die Forschung und Entwicklung von Exoskeletten im beruflichen und medizinischen Umfeld spezialisiert.

### Ottobock Science Center
2009 kehrte Ottobock mit dem Science Center am Potsdamer Platz wieder nach Berlin zurück, wo das Unternehmen 1919 in Kreuzberg gegründet wurde. Das Gebäude diente neun Jahre lang als Hauptstadtrepräsentanz und Showroom. Mehr als eine Million Besucher aus der ganzen Welt besuchten die interaktive Ausstellung Begreifen, was uns bewegt. Im Sommer 2018 zog Ottobock in die sanierten Gebäude der ehemaligen Bötzow-Brauerei und das Science Center Berlin wurde für die Öffentlichkeit geschlossen.

### Ottobock Future Lab
In der Bötzow-Brauerei, Berlins ehemalig größter Privatbrauerei wurde eine digitale Denkfabrik (Ottobock Future Lab) eingerichtet. Nach dem Erwerb des Areals im Jahr 2010 und der Umsetzung eines Masterplans von Architekt David Chipperfield begann die schrittweise Wiederbelebung des Brauereigeländes. Zwischen historischem Backstein und Industriedenkmälern sind moderne Arbeitswelten entstanden. In funktionsübergreifenden Teams werden neuartige Produkte, Technologien und Versorgungslösungen getestet. Neben digitalen Start-ups sind Mitarbeiter aus den Bereichen der Global IT, der Human Resources, des Marketings, aus der Unternehmensstrategie sowie Corporate Communications und Public Affairs auf Bötzow tätig.

## Paralympics
Ottobock ist weltweiter Partner des Internationalen Paralympischen Komitee (IPC) Bereits seit den Sommerspielen 1988 in Seoul bietet es zu den Sommer- und Winterspielen einen technischen Service an. Offizieller Partner des IPC ist das Unternehmen seit 2005. Als offizieller technischer Servicepartner wird den Athleten kostenlos ein Service zur Verfügung gestellt, da viele auf technische Hilfsmittel angewiesen sind und diese extremen Belastungen ausgesetzt sind. Vor allem Rollstühle werden im intensiven Kontaktsport beschädigt. Das Unternehmen ist bei den Paralympischen Spielen mit einem Technikteam vor Ort und errichtet Werkstätten nahe dem paralympischen Dorf sowie in ausgewählten Trainings- und Wettkampfstätten. Die Reparatur und Wartung der Ausrüstung erfolgt unabhängig von der Nationalität der Sportler und der Marke der eingesetzten Hilfsmittel.
Werbepartner in diesem Bereich sind u. a. Johannes Floors, Léon Schäfer, Anna Schaffelhuber und Heinrich Popow.

## Auszeichnungen
- 2025 Deutscher Nachhaltigkeitspreis[85]